# Herman Hack
Pour les articles homonymes, voir Hack (homonymie).
Herman Hack (né Herman H. Hackenjos) est un acteur américain, né le 15 juin 1899 à Panola (Illinois) et décédé le 19 octobre 1967 à Hollywood (Californie).
Parmi son impressionnante filmographie, il tourne une majorité de westerns.

## Filmographie partielle
- 1936 : Gun Grit de William Berke
- 1942 : Les Écumeurs (The Spoilers) de Ray Enright
- 1943 : La Justice du lasso (Hoppy Serves a Writ) de George Archainbaud
- 1948 : Jeanne d'Arc (Joan of Arc) de Victor Fleming
- 1952 : L'Ange des maudits (Rancho Notorious) de Fritz Lang
- 1953 : La Blonde du Far-West (Calamity Jane) de David Butler
- 1953 : La Dernière Chevauchée (The Last Posse) d'Alfred L. Werker
- 1953 : La Taverne des révoltés (The Man Behind the Gun) de Felix E. Feist (rôle non crédité)
- 1955 : Top Gun de Ray Nazarro
- 1956 : Le Tour du monde en quatre-vingts jours (Around the World in 80 Days) de Michael Anderson
- 1956 : La Loi du Seigneur (Friendly Persuasion) de William Wyler
- 1957 : Le vengeur agit au crépuscule (Decision at Sundown) de Budd Boetticher
- 1958 : La Chaîne (The Defiant Ones) de Stanley Kramer
- 1958 : L'Homme de l'Ouest (Man of the West) d'Anthony Mann
- 1959 : Le Vagabond des Bois Maudits (Hound-Dog Man) de Don Siegel
- 1959 : L'Homme aux colts d'or (Warlock) d'Edward Dmytryk
- 1960 : Le Grand Sam (North to Alaska) de Henry Hathaway
- 1961 : Jugement à Nuremberg (Judgment at Nuremberg) de Stanley Kramer
- 1962 : L'Homme qui tua Liberty Valance (The Man Who Shot Liberty Valance) de John Ford
- 1964 : Le Cirque du docteur Lao (7 Faces of Dr. Lao) de George Pal
- 1964 : Les Ambitieux (The Carpetbaggers) d'Edward Dmytryk
- 1965 : Les Prairies de l'honneur (Shenandoah) d'Andrew V. McLaglen
- 1965 : Sur la piste de la grande caravane (The Hallelujah Trail) de John Sturges
- 1965 : Cat Ballou d'Elliot Silverstein
- 1966 : Rancho Bravo (The Rare Breed) d'Andrew V. McLaglen
- 1966 : Jesse James contre Frankenstein (Jesse James Meets Frankenstein's Daughter) de William Beaudine